# Biogent stof
Et biogent stof eller biobaseret stof (kort biogent, biogen eller biobaseret) er et kemisk stof dannet af organismer.
Mens udtrykket oprindeligt var specifikt for metabolitforbindelser, der havde toksiske virkninger på andre organismer, har det udviklet sig til at omfatte alle bestanddele, sekreter og metabolitter fra organismer (incl. planter eller dyr). I forbindelse med molekylærbiologi omtales biogene stoffer som biomolekyler. Biogene stoffer er generelt isoleret og målt ved brug af kromatografi og massespektrometri teknikker. Derudover kan omdannelsen og udvekslingen af biogene stoffer modelleres i miljøet, især deres transport i vandløb.